# Eupener Platt
Das Eupener Platt ist ein Dialekt, der in der belgischen Stadt Eupen in der Deutschsprachigen Gemeinschaft gesprochen wird. Eupen liegt im Gebiet eines Dialektkontinuums zwischen den limburgischen und ripuarischen Dialekten. Die limburgischen Dialekte sind Teil der niederfränkischen Sprachgruppe (ähnlich der niederländischen Sprache), und die ripuarischen Dialekte sind Teil der westmitteldeutschen Dialekte. Dieser Teil des Dialektkontinuums wird auch als platdietse Streek bezeichnet, obwohl das Gebiet Bestandteil eines größeren Dialektkontinuums zwischen Ripuarisch und Limburgisch ist, das halbkreisförmig von Düsseldorf bis südlich der Stadt Eupen in der Eifel reicht. Das Eupener Platt ist der südlichste zusammenhängende Dialekt, der als ostlimburgisch-ripuarisches Übergangsgebiet bezeichnet werden kann. Östlich von Eupen spricht man ripuarische Dialekte.
In der direkten Umgebung Eupens spricht man ähnliche Dialekte, zum Beispiel gibt es das Platt in Welkenraedt, Gemmenich (siehe Gemmenicher Platt) und Montzen. Westlich wird ein wallonischer (französischer) Dialekt gesprochen. Das Eupener Platt ist im heutigen Sprachgebrauch weniger stark verbreitet als in den benachbarten Orten der plattdeutschen Gemeinden. 
Typisch für das Eupener Platt ist die Diphthongierung.
Beispiele (auf Limburgisch, Eupener Platt und Deutsch):
- handj – Haint – Hand
- lope – lowpe – laufen
- moond – Maunt – Mund

Die Diphthongierungen sind beispielsweise: ai in Haint, ow in lowpe und au in Maunt. Wie im deutschen Sprachraum üblich, werden Substantive auf Eupener Platt mit Großbuchstaben geschrieben. Eupen ist von alters her durch die rheinische Kultur beeinflusst. Ein Großteil der Einwohner spricht Hochdeutsch, das durch den rheinischen Regiolekt und leicht durch (wallonisch-)französisches Vokabular beeinflusst ist.